# François Gault
François Gault, né le 11 avril 1933 à Orléans et mort le 6 octobre 2017 à Auray, est un journaliste et écrivain français.

## Biographie
François Gault fait ses études à l'École supérieure de journalisme de Paris, complétée à l’École des hautes études internationales et à l’École des hautes études sociales en 1952.  Son premier employeur, à 20 ans, est un journal de jeunes, Cœurs vaillants.
Il continue en travaillant pour de nombreux organes de presse écrite ou audiovisuelle : Témoignage chrétien, Syndicalisme magazine (CFTC), France-Soir, la Première chaîne de la télévision française, Antenne 2, 50 millions de consommateurs, La Vie, L'Express et Le Point.
De 1980 à 1983, il est en Pologne. Il fait la connaissance du leader ouvrier Lech Wałęsa avec lequel il se lie d'amitié.
En 1983, il devient correspondant au Japon, où il reste jusqu'en 1991 avec sa femme, polonaise. Il circule dans différents pays d'Asie du sud-est, en Corée du Sud, aux Philippines, en Chine (où il est au moment de la révolte des étudiants chinois en 1989).
Il revient en 1993 en Pologne, où il est correspondant de Radio France. Il collabore également à la rédaction française de Radio Vatican.
Il meurt le 6 octobre 2017, à Auray.
Il est inhumé au cimetière de Le Palais.

## Distinctions
- Commandeur de la Légion d'honneur[5]
- Il a été décoré en juin 2013 par le président polonais Komorowski[6]